# Soner Karagöz
Soner Karagöz (ur. 3 stycznia 1972) – turecki bokser, brązowy medalista  mistrzostw świata w Budapeszcie.

## Kariera amatorska
W 1996 roku startował na igrzyskach olimpijskich w Atlancie, jednak przegrał w pierwszej walce, ze złotym medalistą tych igrzysk Istvánem Kovácsem.
W 1997 roku zdobył brązowy medal podczas mistrzostw świata w Budapeszcie. W półfinale pokonał go na punkty (9:1), srebrny medalista Waldemar Font.